# Heiri Suter
Heinrich 'Heiri' Suter (10. juli 1899, Gränichen – 6. november 1978) var en professionel cykelrytter fra Schweiz. I 1923 blev han den første cykelrytter, der vandt "monumenterne" i klassiske cykelløb, Paris-Roubaix og Ronde van Vlaanderen, i samme år.